# 蛭子神社 (鎌倉市)

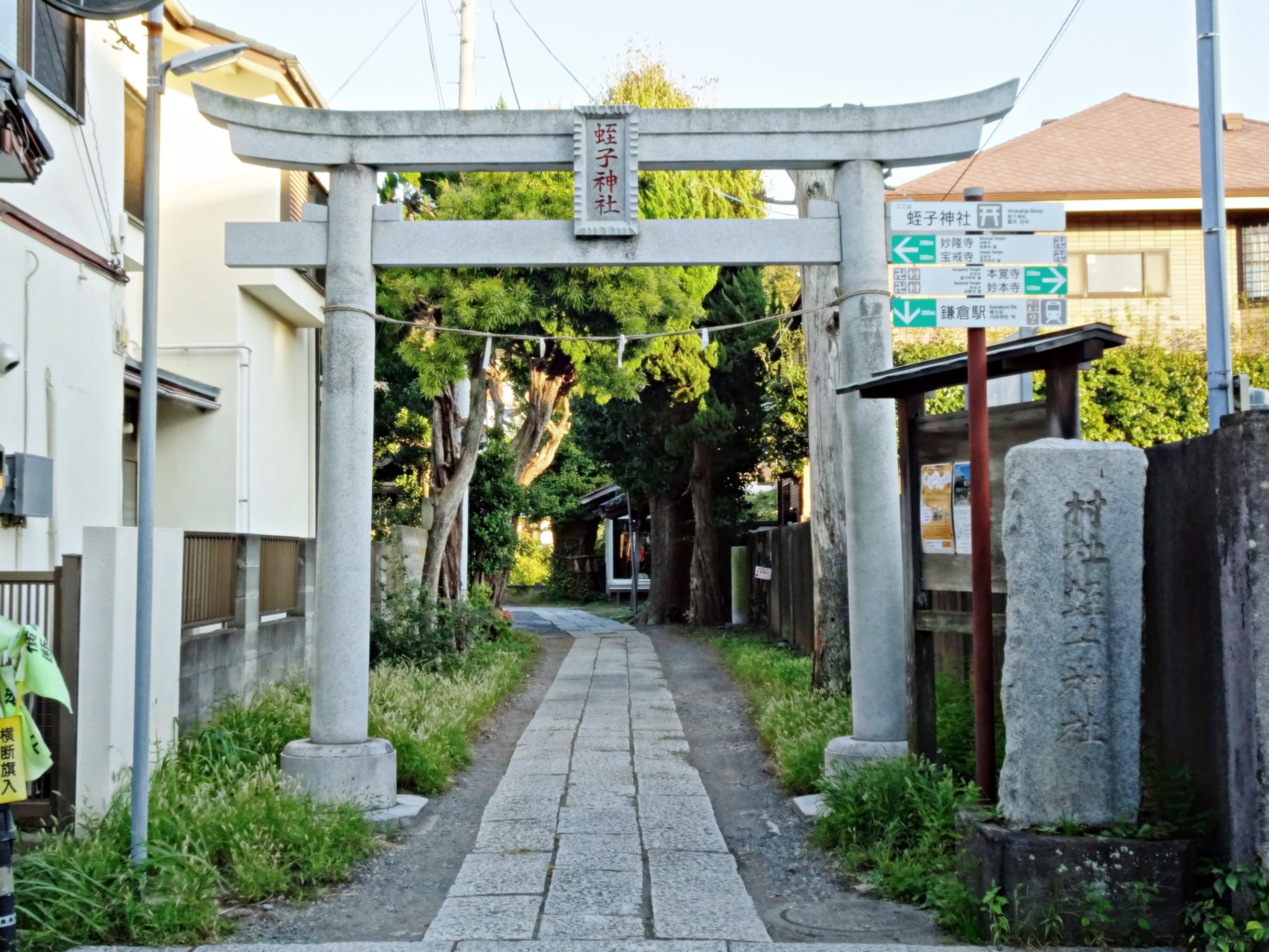
鳥居

蛭子神社（ひるこじんじゃ）は、神奈川県鎌倉市の神社。

## 歴史
創建年代は不明である。当初の名称は「七面大明神」で小町の鎮守であった。
明治初期の神仏分離により、本覚寺にあった「夷三郎社」、宝戒寺にあった「山王大権現」を合祀した。そして近代社格制度に基づく「村社」に列せられた。
1874年（明治7年）、鶴岡八幡宮今宮の社殿を移築して当社の社殿とした。

## 交通アクセス
- 鎌倉駅より徒歩6分。